# اريك هنري كومبتون
اريك هنري كومبتون (بالإنجليزية: Eric Henry Compton)‏ هو فلاح وضابط شرطة نيوزيلندي، ولد في 14 مارس 1902، وتوفي في 2 أبريل 1982.